# Tropidophorus micropus
Tropidophorus micropus är en ödleart som beskrevs av  Lidth De Jeude 1905. Tropidophorus micropus ingår i släktet Tropidophorus och familjen skinkar. Inga underarter finns listade i Catalogue of Life.